# Городская больница Оттавы

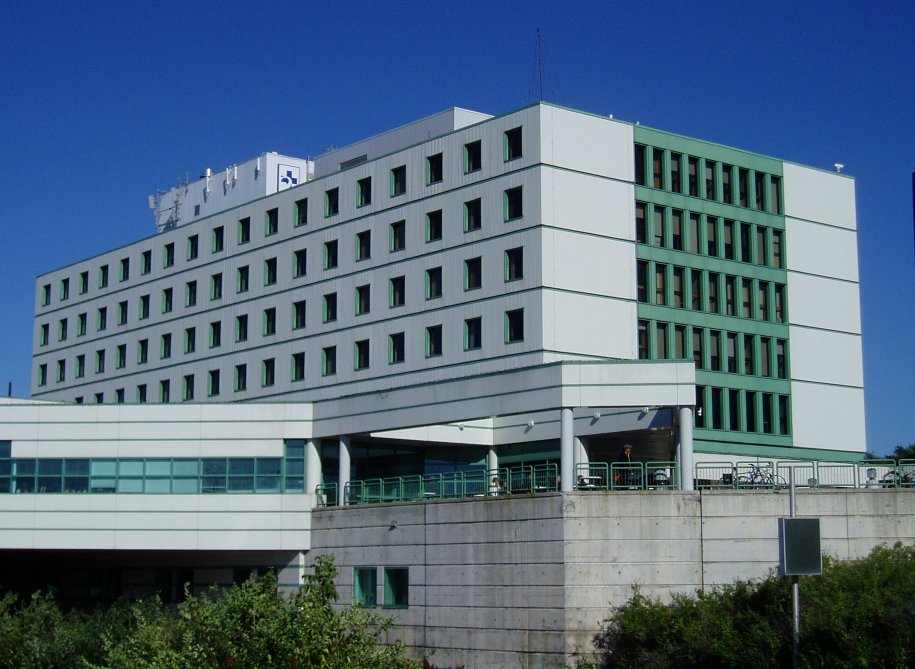
Риверсайдский кампус

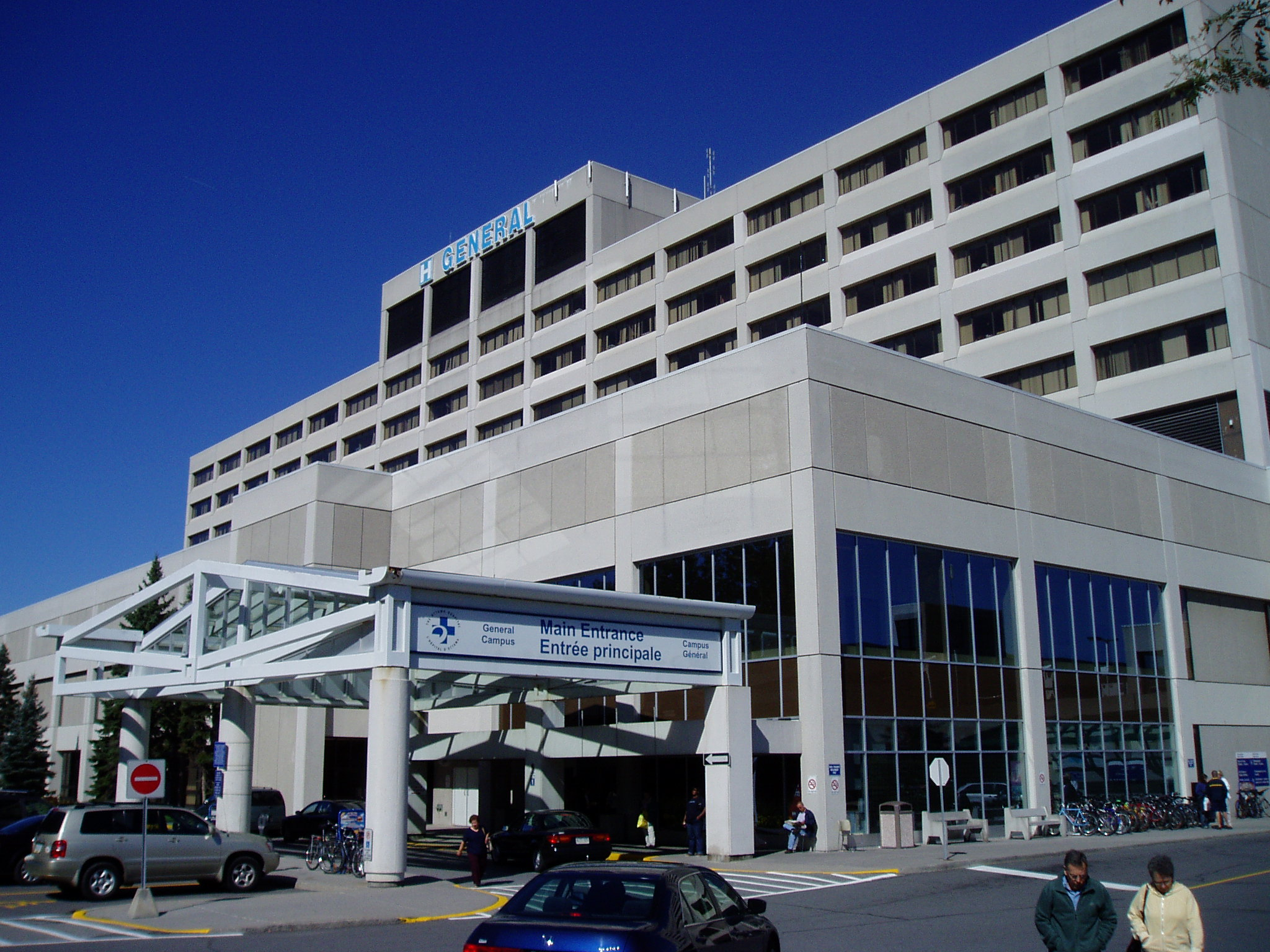
Главный кампус

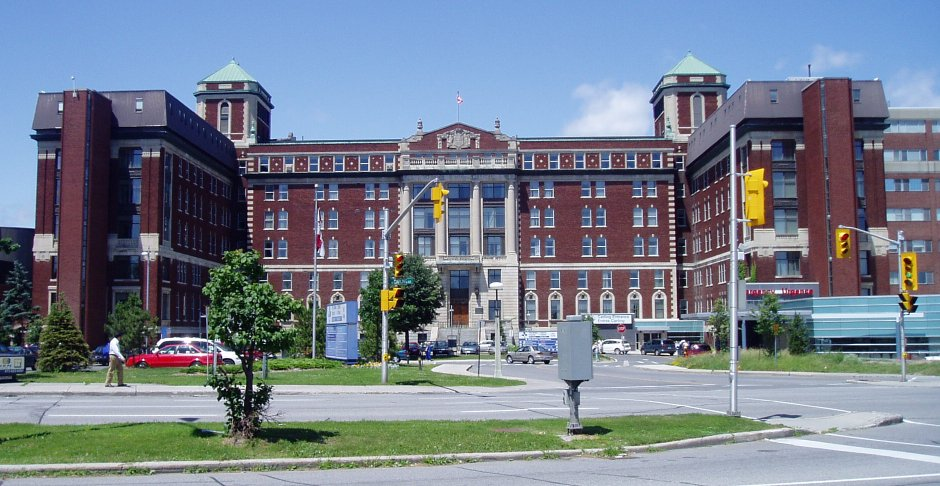
Городской кампус

Оттавская больница (англ. The Ottawa Hospital, фр. L'Hôpital d'Ottawa), неофициальное распространённое название — Городская больница (англ. Civic Hospital) — крупнейшая общественная больница Оттавы. Расположена вдоль Карлинг-авеню. Территория больницы является одним из районов Оттавы.
Создана в результате слияния бывших больниц: Грейс, Риверсайд, Главной больницы Оттавы и Городской больницы Оттавы. Больница, наряду с лечебными функциями, является одновременно университетским исследовательским учреждением. Она способна вместить 1195 пациентов. Входит в состав единой сети вместе с Оттавским университетом, Детской больницей Восточного Онтарио и Кардиологическим институтом Оттавского университета.

## История
Оттавская больница (ныне Главный кампус больницы) была основана в 1845 году.
Во время Второй мировой войны, когда Канада предоставила убежище нидерландской королевской семье, принцесса Юлиана родила в больнице дочь Маргрит. Для того, чтобы та могла унаследовать нидерландское подданство своей матери, территория больницы была временно объявлена международной зоной. В память о тех событиях в столице Канады ежегодно проводится Канадский фестиваль тюльпанов.
В 1990-е провинциальное правительство Майка Харриса объединило несколько больниц в одну Городскую больницу Оттавы, закрыв при этом больницу Грейс. Официальной датой основания Городской больницы в нынешнем составе является 1 апреля 1998 года.